# Круць Микола Федорович
Мико́ла Фе́дорович Круць (нар. 1 лютого 1952 у с. Вікно Городенківського р-ну Івано-Франківської обл.) — український промисловець, підприємець та політик. Голова Правління ПрАТ «Івано-Франківськцемент», народний депутат України 4-6 скликань, заслужений працівник промисловості України.

## Життєпис

### Біографія
Народився в с. Вікно Городенківського р-ну Івано-Франківської обл. батько був токарем, а мати – працювала в колгоспі.
- 1959—1967 р.р. — навчався у Вікнянській восьмирічній школі.
- 1971 р. — закінчив Чернівецький індустріальний технікум (спеціальність «механічне обладнання промисловості будівельних матеріалів»).
- 1979 р. — отримує кваліфікацію інженера-механіка, закінчивши без відриву від виробництва хіміко-технологічний факультет Львівського політехнічного інституту.

### Професійна діяльність
Після закінчення технікуму працював слюсарем з ремонту обладнання на Миколаївському цементно-гірничому комбінаті. У 1974 р. розпочав роботу Івано-Франківським цементно-шиферним комбінатом, де за 14 років пройшов шлях від оператора-налагоджувальника до директора:
- У 1974—1980 р.р. — оператор-налагоджувальник, інженер-механік, заступник керівника цеху.
- З 1980 р. — керівник найбільшого на комбінаті шиферного цеху.
- У 1988 р. на хвилі демократизації трудовий колектив обрав його директором підприємства.
- У 1999 р., після реорганізації підприємства у ВАТ "Івано-Франківськцемент", обраний головою його Правління.

### Політична діяльність
Микола Круць — народний депутат України:
- 4-го скликання (14 травня 2002 — 25 травня 2006) — по виборчому округу № 85 (Івано-Франківська область), від блоку «Наша Україна».[4]
- 5-го скликання (25 травня 2006 — 8 червня 2007) — від блоку «Наша Україна» (№ 79 у списку).
- 6-го скликання (з 25 грудня 2007) — від блоку «Наша Україна — Народна Самооборона» (№ 79 у списку).

В часи «пізнього кучмізму» витримав великий тиск на власний бізнес з боку влади, проте залишився вірним Ющенку. У 2006 р. розглядався аналітиками, як реальний кандидат на посаду мера Івано-Франківська. На позачергових виборах 2007-го року керував виборчою кампанією (штабом) блоку «Наша Україна — Народна Самооборона» в Івано-Франківській області.
В 2012 році балотувався як самовисуванець по мажоритарному округу №84 з центром у Тисмениці, але у Верховну Раду не пройшов.
Член Ради з питань підтримки підприємництва — консультативно-дорадчого органу при Президентові України (з 27 червня 2025 року).

### ПрАТ Івано-Франківськцемент сьогодні
Під керівництвом Миколи Круця ВАТ "Івано-Франківськцемент" став найбільшим в Україні виробником цементу в Україні, що за 2017 рік випустив 2,4 млн тон цементу. Основну долю у структурі виробництва складають  портландцемент М400 та М500 різних типів, шлакопортландцемент, спеціальні цементи – дорожній, тампонажний, пуцолановий.
30 травня 2018 року запущено третю технологічну лінію потужністю 1,5 млн тон цементу щорічно, в результаті чого завершився перехід всього виробництва на «сухий» спосіб виготовлення цементу,.
Крім цементу, підприємство продукує гіпсові в’яжучі та гіпсові медичні бинти, сухі будівельні суміші на цементній та гіпсовій основі, волокнистоцементні (без азбестові) та фіброцементні покрівельні листи й комплектуючі до них, плоскі шиферні листи для стін, а також понад 250 найменувань залізобетонних виробів.

## Винаходи, нагороди, почесні звання
Микола Круць — автор 15 винаходів. Власник кількох патентів на корисні моделі.[джерело?]
Нагороджений медаллю «За трудову доблесть» (1986 р.), орденами «За заслуги» ІІІ (1997 р.), ІІ (2001 р.) та І (2006 р.) ступеня.
У 1996 р. Миколі Круцю присвоєно почесне звання «Заслужений працівник промисловості України».
Лицар папського ордена Святого Сильвестра (31 січня 2009)).
Указом Президента України № 1093/2011 від 1 грудня 2011 року нагороджений ювілейною медаллю «20 років незалежності України».
Указом Президента України № 336/2016 від 19 серпня 2016 року нагороджений ювілейною медаллю «25 років незалежності України».

## Цитати
|  | Коли кажуть, що влада і бізнес мають бути розділені, то це неможливо. |

|  | Необхідно змінити законодавство про відповідальність за порушення Правил дорожнього руху. Вони повинні бути не жорсткими, а, підкреслюю, жорстокими. |